# Obština Sapareva Baňa
Obština Sapareva Baňa (bulharsky Община Сапарева баня) je bulharská jednotka územní samosprávy v Kjustendilské oblasti. Leží v západním Bulharsku v Rile, částečně na jižních svazích pohoří Verila a v mezilehlých údolích. Správním střediskem je město Sapareva Baňa, kromě něj zahrnuje obština 4 vesnice. Žije zde téměř 7 tisíc stálých obyvatel.

## Sídla
- Ovčarci[p 1]
- Paničište[p 2]
- Resilovo[p 1]
- Sapareva Baňa[p 3] (sídlo správy)
- Saparevo[p 1]

## Sousední obštiny
| Růžice kompasu |         |                       |         | Růžice kompasu |
| Růžice kompasu | Dupnica | Sever                 | Samokov | Růžice kompasu |
| Růžice kompasu | Dupnica | Obština Sapareva Baňa | Samokov | Růžice kompasu |
| Růžice kompasu | Dupnica | Jih                   | Samokov | Růžice kompasu |
| Růžice kompasu |         |                       |         | Růžice kompasu |

## Obyvatelstvo
V obštině žije 6 881 stálých obyvatel a včetně přechodně hlášených obyvatel 7 630. Podle sčítáni 1. února 2011 bylo národnostní složení následující:
- Bulhaři: 7 114 (97.6 %)
- Romové: 161 (2.2 %)
- Turci: 1 (0.0 %)
- ostatní: 16 (0.2 %)